# اچ‌ام‌اس دیکتاتور (۱۷۸۳)
اچ‌ام‌اس دیکتاتور (۱۷۸۳) (به انگلیسی: HMS Dictator (1783)) یک کشتی بود که طول آن ۱۵۹ فوت (۴۸ متر) بود. این کشتی در سال ۱۷۸۳ ساخته شد.